# 城土大治朗
城土 大治朗（じょうど だいじろう、1965年3月6日 - ）は、福岡県出身の元プロ野球選手（内野手）。旧登録名は城土 大二郎。右投げ両打ち。

## 来歴・人物
東海大五高から社会人野球の九州産交へ進み、都市対抗野球大会も経験するが解散に伴い、1987年のドラフト会議で西武ライオンズから3位指名を受け入団。野田浩司とはチームメイトであった。
1988年アメリカ・1A・サンノゼ・ジャイアンツに野球留学した。一軍出場がないまま、二軍でも規定打席に到達することなく1992年に退団した。
現在は、熊本で建設会社の社長。

## 詳細情報

### 年度別打撃成績
- 一軍公式戦出場なし

### 背番号
- 40 （1988年 - 1992年）

### 登録名
- 城土 大二郎 （じょうど だいじろう、1988年 - 1990年）
- 城土 大治朗 （じょうど だいじろう、1991年 - 1992年）[1]